# Release Therapy
Albums de Ludacris
The Red Light District
(2004) Theater of the Mind
(2008)
Singles
1. Money Maker
Sortie : 17 juillet 2006
2. Grew Up a Screw Up
Sortie : Septembre 2006
3. Runaway Love
Sortie : 12 février 2007
4. Girls Gone Wild
Sortie : 12 février 2007
 (Royaume-Uni uniquement)
5. Slap
Sortie : Avril 2007

Release Therapy est le sixième album studio de Ludacris, sorti le 26 septembre 2006. Il a remporté le Grammy Award du meilleur album de rap en 2007.
Le premier single de l'album est Money Maker, en compagnie de Pharrell Williams et produit par The Neptunes.

## Liste des titres
| No  | Titre                                                     | Contient un (des) sample(s) de | Durée |
| --- | --------------------------------------------------------- | --- | ----- |
| 1.  | Warning (Intro)                                           | Together Let's Find Love de The 5th Dimension | 2:30  |
| 2.  | Grew Up a Screw Up (featuring Young Jeezy)                | Runnin' (From Tha Police) de 2Pac et The Notorious B.I.G. featuring Dramacydal, Buju Banton et Stretch Life's a Bitch de Nas featuring AZ et Olu Dara | 3:59  |
| 3.  | Money Maker (featuring Pharrell)                          | | 3:50  |
| 4.  | Girls Gone Wild                                           | | 3:36  |
| 5.  | Ultimate Satisfaction (featuring Field Mob)               | Satisfaction de Benny Benassi | 4:20  |
| 6.  | Mouths to Feed                                            | | 4:18  |
| 7.  | End of the Night (featuring Bobby Valentino)              | | 4:37  |
| 8.  | Woozy (featuring R. Kelly)                                | | 5:17  |
| 9.  | Tell It Like It Is                                        | | 3:56  |
| 10. | War With God                                              | War of the Gods de Billy Paul | 4:30  |
| 11. | Do Your Time (featuring Beanie Sigel, Pimp C et C-Murder) | | 5:15  |
| 12. | Slap                                                      | | 4:40  |
| 13. | Runaway Love (featuring Mary J. Blige)                    | La Di Da Di de Doug E. Fresh et Slick Rick | 4:41  |
| 14. | Freedom of Preach (featuring Bishop Eddie Lee Long)       | | 7:06  |

## Classements hebdomadaires
| Classement (2006)                   | Meilleure place |
| ----------------------------------- | --------------- |
| États-Unis (Billboard 200)          | 1               |
| États-Unis (Top R&B/Hip-Hop Albums) | 2               |
| États-Unis (Top Rap Albums)         | 1               |
| Royaume-Uni (UK Albums Chart)       | 69              |
| Suisse (Schweizer Hitparade)        | 57              |

## Certifications
| Pays              | Certification | Unités certifiées |
| ----------------- | ------------- | ----------------- |
| États-Unis (RIAA) | Platine       | 1 000 000         |